# ديفيد تورانس (رجل أعمال)
ديفيد تورانس هو شخصية أعمال كندي، ولد في 1805 في نيويورك في الولايات المتحدة، وتوفي في 29 يناير 1876 في مونتريال في كندا.